# Kirsten Thorup
Kirsten Thorup, född 9 februari 1942 i Gelsted på Fyn, är en dansk författare.

## Biografi
Thorup är dotter till en lanthandlare och före detta lantarbetare. Hon gick, som den enda i familjen på gymnasium och tog examen 1961 i Fredericia. Hon arbetade därefter som au pair och studerade i Cambridge, England 1961-1962. Hon fortsatte sedan med engelska studier vid Köpenhamns universitet och gjorde studentarbete på Varumärkes- och patentverket 1962-1970. Hennes debut som författare var Inside - Outside, dikter, 1967.
Åren 1970-72 försörjde sig Thorup på Konststiftelsen treåriga arbetsstipendium men verkade sedan 1970 som fri författare. Hon var också ansluten till TV-teatern 1970-80. Efter att ha skrivit manus till sju TV spel, började hon 1973 att växla mellan att skriva romaner och dramatik för TV, teater och radio. 
Thorup var medlem av den danska konststiftelses tremannakommitté 1993-1995 och medlem av styrelsen i danska Penklubben 1995-1998. Hon är sedan 2019 särskild rådgivare inom litteratur till flera seniora medlemmar av det danska hovet.